# Kaija

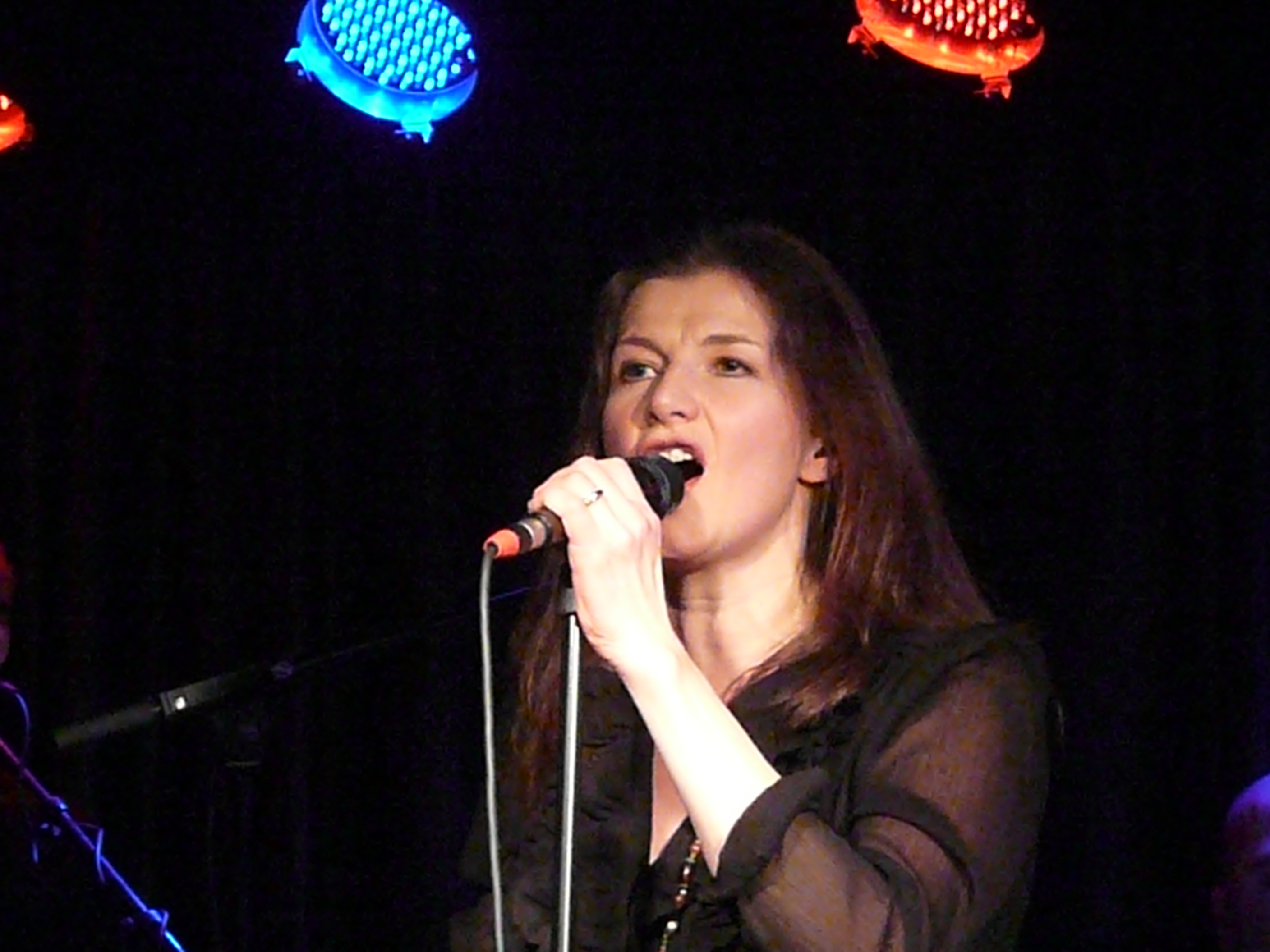
Kaija (2009)

Kaija (* 9. September 1962; eigentlich Kaija Hannele Kärkinen) ist eine finnische Sängerin. Sie singt und produziert hauptsächlich Rockmusik. 
Sie trat für Finnland beim Eurovision Song Contest 1991 in Rom auf, wurde aber nur drittletzte (20.). 